# Atentados contra actos electorales en Pakistán de julio de 2018
Los atentados contra actos electorales en Pakistán de julio de 2018 fueron una serie de ataques terroristas en distintas ciudades de Pakistán. Ocurrieron durante la segunda semana del mes de julio en 2018. Los atentados dejaron alrededor de 223 muertos, incluyendo a los 4 terroristas suicidas, y más de 407 heridos. El grupo Tehrik-i-Taliban Pakistán se responsabilizó del ataque en Yaka Toot el 10 de julio y el de Dera Ismail Jan el 22 de julio; y se sospecha sea el autor del ataque en Bannu el 13 de julio. En tanto, el Estado Islámico se adjudicó el atentado en Mastung del 13 de julio y de Quetta el 25 de julio. Por otro lado, la responsabilidad del ataque con granada de Dalbandin se desconose, así como los de Turbat y Khuzdar, y se mantienen en investigación y nadie se ha adjudicado los atentados.
Los atentados ocurrieron unos días antes de las elecciones generales en Pakistán de 2018 a celebrarse el 25 de julio.

## Contexto
Pakistán es uno de los países del Oriente Medio que participa activamente en la lucha contra del terrorismo. Debido a ello, los terroristas a quienes el ejército combate "contraatacan" lanzando diversos ataques terroristas en el país. La violencia ha dejado miles de muertos desde que comenzó el conflicto. La violencia se redujo en el país durante 2017 con 1.260 muertos por terrorismo -540 de ellos civiles, 208 miembros de las fuerzas de seguridad y 512 supuestos terroristas.

## Desarrollo y cronología de los atentados

### 10 de julio

#### Yaka Toot
En la tarde-noche del 10 de julio, el candidato del Partido Nacionalista Awami, Haroon Bilour, reunió en un mitin a trabajadores del partido y algunos simpatizantes en la ciudad de Yaka Toot, en Peshawar. Cuando su vehículo se acercaba al lugar del evento de campaña, se produjo una explosión al lado del auto entre decenas de personas. La explosión daño severamente el auto del candidato y este resultó gravemente herido. Al llegar al hospital, Haroon Bilour murió. Además de él, otras 19 personas fueron asesinadas y más de 60 resultaron heridos.
El grupo Tehrik-i-Taliban Pakistan se adjudicó el ataque.

### 13 de julio

#### Bannu
En la mañana del viernes 13 de julio, una bomba estalló a control remoto en una motocicleta al paso del automóvil del exministro pakistaní y candidato del partido Jamiat-Ulema-Islam, Akram Durrani. La explosión se produjo cuando el candidato salía en su auto de una campaña en la ciudad de Bannu. El ataque mató a 5 personas y lesionó a otras 37. Akram Durran salió ileso del atentado.
Ningún grupo terrorista se ha adjudicado el atentado, sin embargo, la policía sospecha que Tehrik-i-Taliban Pakistan sea el responsable.

#### Mastung
En la entretarde del 13 de julio, se produjo una fuerte explosión en un mitin al que asistieron alrededor de 1000 personas. Dicho mitin estaba dirigido por el candidato del Partido Awani de Baluchistán, Siraj Raisani. El terrorista suicida que se hizo estallar, estaba sentado entre la gente asistente al evento masivo, en la zona cercana a donde Siraj Raisani. Al finalizar el evento, el suicida detonó su cargamento explosivo lo que causó que 153 personas, entre ellas el candidato Raisani, fallecieran y casi 200 resultaran heridas aproximadamente. Este ha sido el peor atentado en Pakistán en años.
El Estado Islámico se adjudicó el atentado horas más tarde a travea de la agencia Amaq.

### 22 de julio

#### Dera Ismail Jan
En la tarde del domingo 22 de julio de 2018, un hombre hizo estallar su cargamento explosivo al paso del auto del candidato a las elecciones legislativas por el partido Movimiento por la Justicia en Pakistán, Ikramullah Gandapur. Gandapur resultó gravemente herido y sucumbió minutos después en el hospital. De igual manera, su chofer falleció mientras que otras 5 personas resultaron heridas. Los talibanes pakistaníes se adjudicaron el ataque.

#### Dalbandin
Un ataque con granadas de mano se produjo en una oficina electoral del Partido Baluchistán Awami en la provincia pakistaní de Balochistán, hiriendo al menos a 30 personas, incluidas cinco críticas. Los trabajadores del partido y simpatizantes del candidato del Partido Awami Baluchistán (BAP) Amanullah Notezai estaban sentados en la oficina electoral en el área de Dalbandin del distrito Chaghi cuando desconocidos que viajaban en una motocicleta atacaron la oficina anocheciendo con una granada de mano. La granada estalló dentro de la oficina. La policía llegó al lugar y trasladaron a los heridos a un hospital cercano en busca de asistencia médica. La oficina de elecciones fue severamente dañada por el ataque con granadas. Las fuerzas de seguridad acordonaron el área y ahora han lanzaron una operación de búsqueda para encontrar a los involucrados, ya que nadie se ha atribuido la responsabilidad del ataque.

### 24 de julio

#### Turbat
Al menos 4 miembros del personal de seguridad y un civil murieron, mientras que otros 13 resultaron heridos cuando un convoy militar de servicio electoral fue atacado con cohetes en Turbat el martes. El convoy fue blanco de asaltantes desconocidos mientras estaba estacionado cerca de un colegio electoral establecido en el área de Mund.

#### Otros incidentes violentos
También el 24 de julio, se produjo un tiroteo entre los partidarios de dos partidos políticos opositores en donde una persona murió y otras dos resultaron heridos. El hecho sucedió en una aldea cerca de la ciudad noroccidental de Swabi.

### 25 de julio

#### Khuzdar
En la mañana del inicio de la votaciones, una granada de mano fue lanzada en un centro de votación en la localidad de Khuzdar, en la provincia de Baluchistán. El ataque explosivo dejó 1 policía muerto y otros 3 votantes heridos.

#### Quetta
A inicio de la tarde del día de la votaciones (25 de julio), en la ciudad de Quetta y cerca de la frontera con Afganistán, un terrorista suicida se inmoló en la entrada de un colegio de votación en el momento en el que un policía intento detenerlo. 31 personas murieron en el atentado y más de 70 resultaron heridas.
Pocas horas después del ataque, el Daesh se responsabilizó del suceso.

## Reacciones

### Pakistán
Los atentados contra diversos actos electorales en Pakistán fueron ampliamente condenados por diversos personajes, principalmente políticos. Entre ellos se mencionas al presidente de Pakistán ,Mamnoon Hussain, el primer ministro, Liaqat Ali Khan, organizaciones culturales y civiles, entre otros(as).

### Internacionales
- Estados Unidos: El gobierno estadounidense condenó con vehemencia la oleada de atentados contra mítines y políticos.[17]
- Unión Europea: La Unión Europea condenó los ataques y ofreció sus condolencias a las familias f las víctimas y exigió una investigación exhaustiva de los hechos.[18]
- Catar: En un comunicado, el Ministerio de Asuntos Exteriores de Catar condenó el atentado de Yaka Toot, en Peshawar. Asimismo renovó la firme postura del país sobre el rechazo de la violencia y el terrorismo, independientemente de sus motivos y razones. Catar también envió sus condolencias a las familias de las víctimas, el gobierno y el pueblo de Pakistán, agrega el comunicado.[19]
- Turquía: El gobierno de Turquía condenó el atentado de Yaka Toot al que llamó de atroz. Ofreció pronta recuperación a los heridos y sus condolencias y apoyo al pueblo y gobierno de Pakistán.[20]
- España: "España condena con la mayor firmeza el ataque terrorista ocurrido durante un acto electoral en la localidad de Mastung, provincia de Baluchistán, en el oeste de Pakistán", ha apuntado el Ministerio de Asuntos Exteriores y de Cooperación español en un comunicado. Asimismo, el Ejecutivo "traslada sus condolencias a las familias de las víctimas y al pueblo paquistaní y desea una pronta recuperación de los heridos". Por último, "España reitera su enérgica condena del terrorismo y su firme defensa de los principios democráticos, el Estado de Derecho y los Derechos Humanos".[21]
- México: A través de la Secretaría de Relaciones Exteriores, México expresó su condena, condolencias y su solidaridad al pueblo y gobierno de Pakistán. En un comunicado, reiteró su total rechazo al recurso de la violencia y al terrorismo en todas sus formas y manifestaciones.[22]
- Alemania: La jefa del Gobierno alemán, Angela Merkel, envió un telegrama al primer ministro paquistaní, Nasirul Mulk, para repudiar el ataque en Mastung. Una portavoz del Ministerio alemán de Exteriores subrayó además que el terrorismo no debe lograr su "objetivo" de erosionar el "proceso democrático" en Pakistán.[23]
- China: En un mensaje, Xi Jinping (presidente de China) expresó sus más sentidas condolencias a los fallecidos y trasladó su solidaridad a las familias enlutadas y a los heridos. De igual manera, condenó el ataque en Mastung y expresó su total apoyo al pueblo y gobierno de Pakistán.[24]
- India: El gobierno de la India condenó los atentados en Pakistán y expresó sus condolencias a las familias "afligidas". Según un comunicado del Ministerio de Exteriores Indio.[25]
- Reino Unido: La primera ministra del Reino Unido, Theresa May, condenó los ataques en Pakistán y ofreicó sus condolencias a las familias de las víctimas.[26]
- Emiratos Árabes Unidos. El gobierno emaratí condenó los ataques en Mastung y Bannu ofreciendo condolencias a las familias de las víctimas. De igual manera, mostró su rechazo al terrorismo en cualquiera de sus formas.[27]
- Naciones Unidas. El Consejo de Seguridad de la ONU condenó los ataques y sugirió a los Estados miembro que apoyen activamente al gobierno de Pakistán para capturar a los responsables de los atentados.Asimismo, expreso sus condolencias a las familias de los afectados. Por otra parte, el secretario general de Naciones Unidas, Antonio Guterres, condenó los ataques y expresó su solidaridad con las familias de las víctimas, pueblo y gobierno pakistaní.[28]